# Franz Strauch

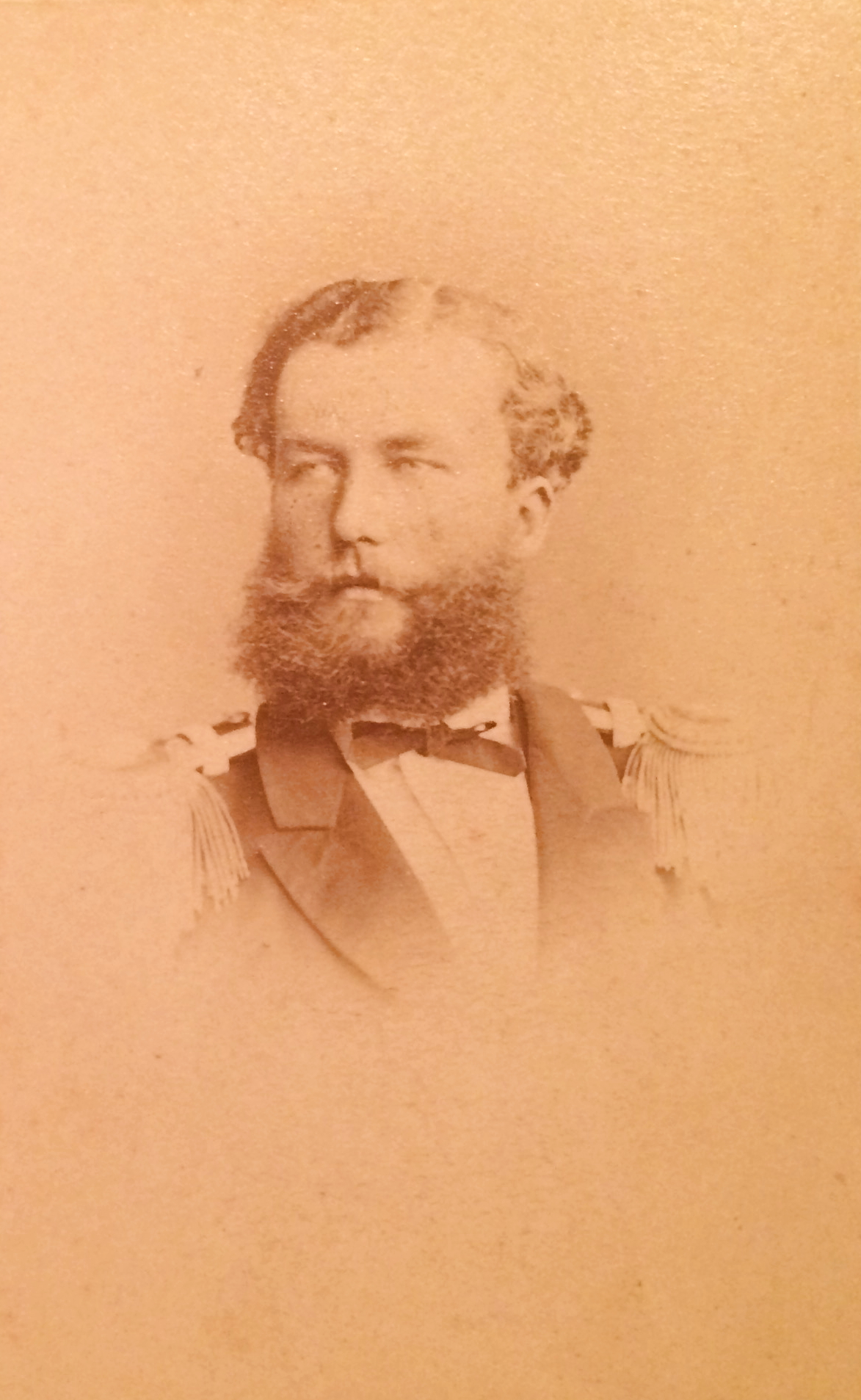
Franz Strauch, 1874

Franz Strauch, mit vollem Namen Franz Hermann Strauch, (* 11. April 1846 in Greifenhagen; † 12. August 1928 in Berlin) war ein deutscher Marineoffizier, zuletzt Konteradmiral der Kaiserlichen Marine, und Geschäftsführender Vizepräsident der Deutschen Kolonialgesellschaft (DKG).

## Leben

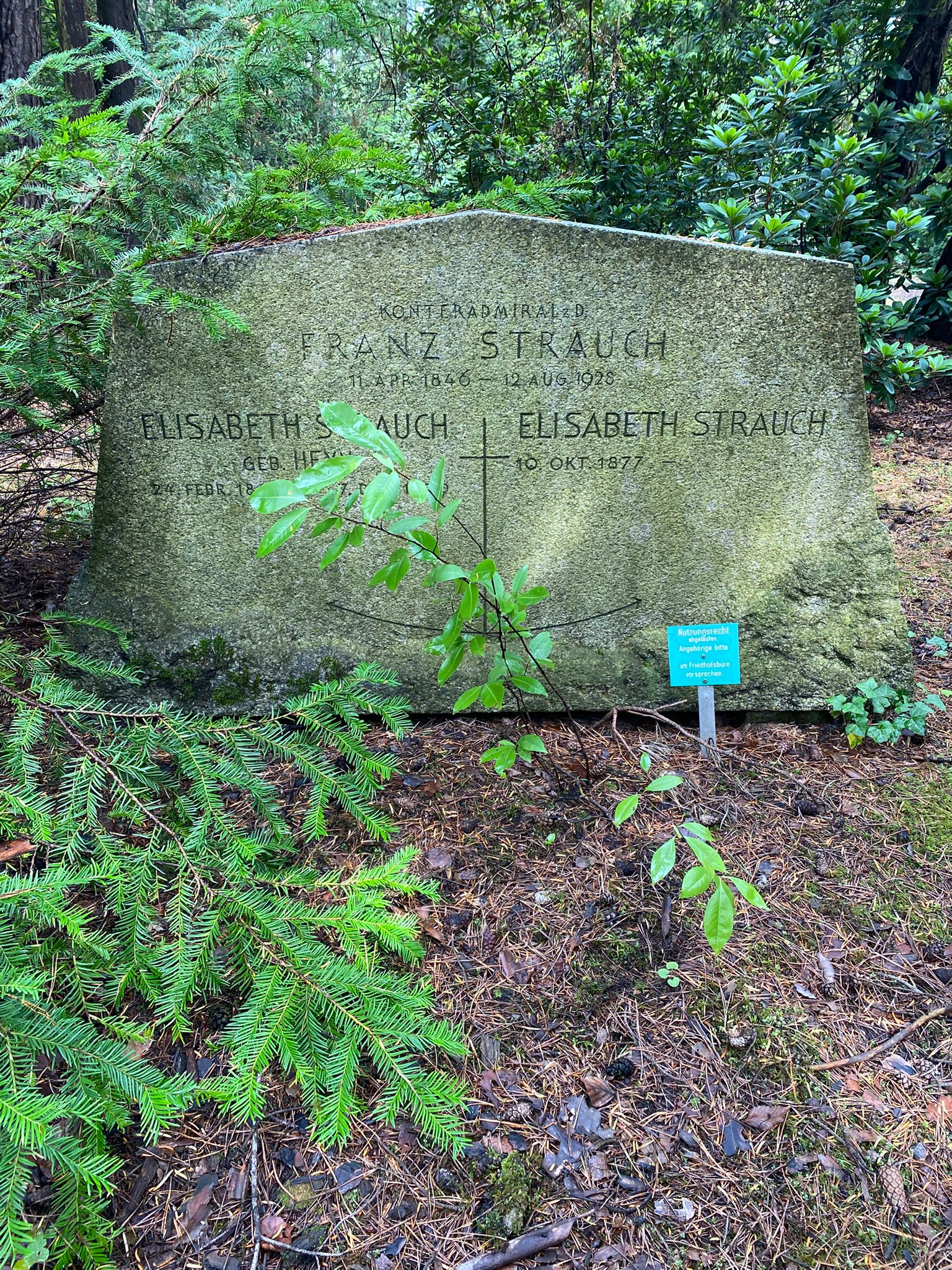
Grabstätte

Strauch wurde als Sohn des Fabrikanten und Kaufmanns Carl Franz Strauch und dessen Ehefrau Johanna Marie Juliane Strauch, geb. Grubert, geboren. Er heiratete am 11. August 1879 in Greifenhagen Elise Strauch, geb. Heyn, mit welcher er einen Sohn, den späteren Korvettenkapitän Franz Strauch, hatte. Er war Großonkel des Phaleristikers Kurt-Gerhard Klietmann.
Seine letzte Ruhestätte fand Strauch auf dem Parkfriedhof Lichterfelde.

## Marinedienst

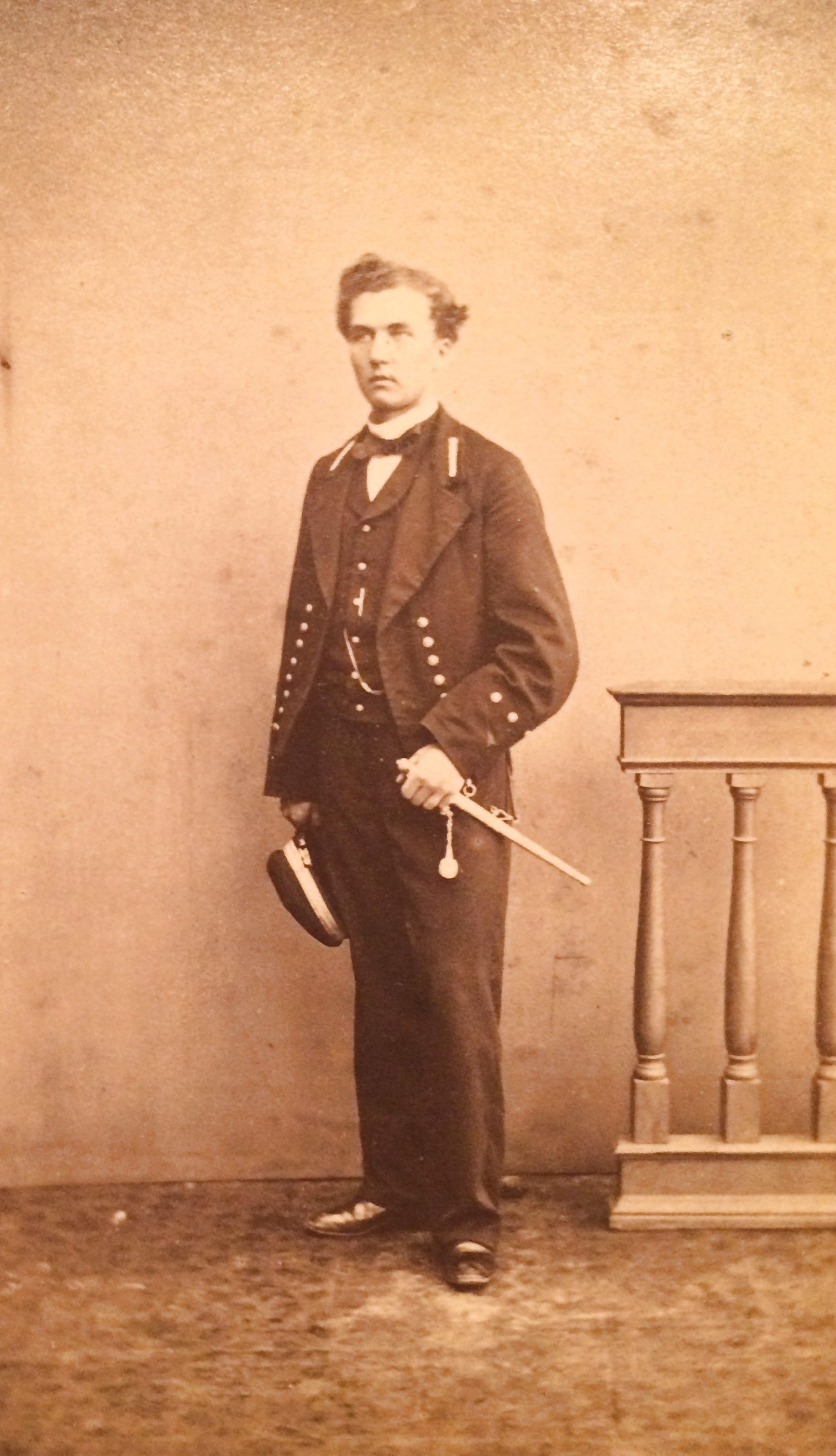
Franz Strauch, 1865

Nach dem Eintritt in die Preußische Marine am 9. Juni 1864 als Kadettenaspirant wurde er auf der Brigg Rover, dem Schulschiff Barbarossa, der Vineta, der Gazelle und der Thetis ausgebildet. Vom 22. August 1868 bis zum 28. April 1870 diente er als Wachoffizier auf der Musquito. Sein Patent zum Leutnant zur See erhielt er am 21. Juni 1873. 1874 folgte die Beförderung zum Kapitänleutnant, 1881 die zum Korvettenkapitän und 1888 die zum Kapitän zur See.
Strauch war anschließend an den kaiserlichen Werften in Danzig, Kiel und Wilhelmshaven, in letzterer als Ausrüstungsdirektor, sowie in der I. und II. Matrosendivision als Führer einer Abteilung eingesetzt.
Nach einem Einsatz als Erster Offizier auf der Preußen übernahm Strauch am 18. August 1880 das Kommando auf dem Kanonenboot Wolf. 1880 bis 1882 tat er Dienst in Shanghai. Später war er Kommandant der Kreuzerkorvette Olga, mit der er am Konflikt um Samoa beteiligt war, und der Kreuzerfregatte Leipzig, Flaggschiff des vor Ostafrika eingesetzten Kreuzergeschwaders. Dort beteiligte sich die Leipzig unter Strauchs Kommando an der Niederschlagung des Aufstandes der ostafrikanischen Küstenbevölkerung. Vom 21. Juli 1888 bis zum 30. August 1888 war er gleichzeitig Chef des Ostasiengeschwaders. Sein letztes Kommando hatte er 1890 auf dem Artillerieschulschiff Mars.
Nach einer Erkrankung wurde Strauch am 21. September 1891 unter Verleihung des Charakters eines Konteradmirals zur Disposition gestellt.

## Teilnahme an der Forschungsreise auf derGazelle

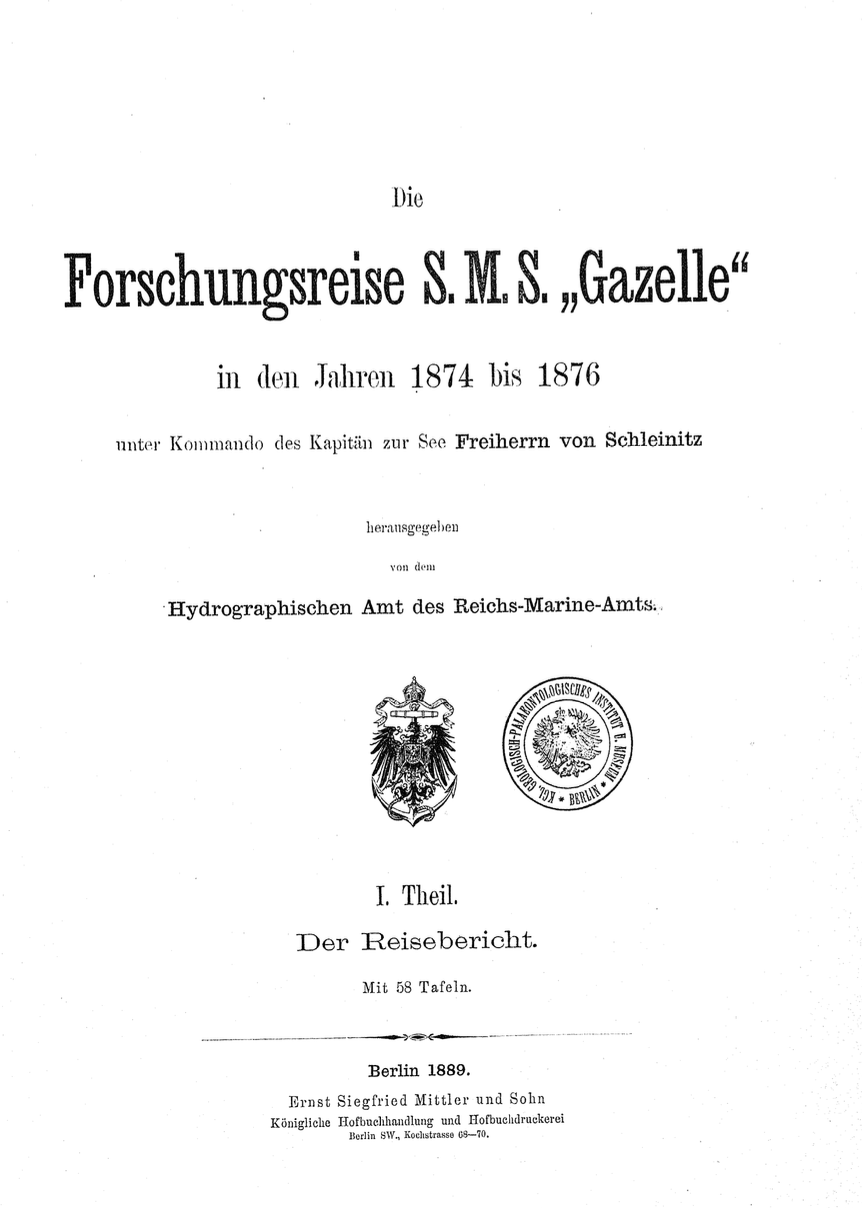
Bericht der Forschungsreise der Gazelle, 1889

Von Juni 1874 bis April 1876 nahm Strauch an der Forschungsreise der Gazelle teil, die 48.797 Seemeilen zurücklegte und von Kiel aus entlang der afrikanischen Westküste zum Kap der Guten Hoffnung, zu den Kerguelen, nach Mauritius, in die Südsee, durch die Magellanstraße und über die Azoren zurück nach Kiel führte. Anlass für die mehrjährige Expedition war der Venusdurchgang im Jahre 1874, der von den Inseln des Südpazifik besonders gut zu beobachten war. Nach umfassenden Vorbereitungen und sorgfältiger Ausrüstung wurden auf der mehrjährigen Forschungsreise geografische, ozeanische, meteorologische, zoologische und botanische Untersuchungen vorgenommen, die in einem vom Reichstag finanzierten, 1889 erschienenen mehrbändigen Reisebericht ausführlich beschrieben wurden. Strauch zählte als Lieutenant zur See zum fünfzehnköpfigen Stab der 338-köpfigen Besatzung. Dabei war er neben geografischen Aufgaben besonders mit ethnologischen Forschungen betraut und erwarb auf der Reise zahlreiche Artefakte, die er später dem Museum für Völkerkunde, dem heutigen Ethnologischen Museum Berlin, überließ.

## Kolonialpolitische Aktivitäten

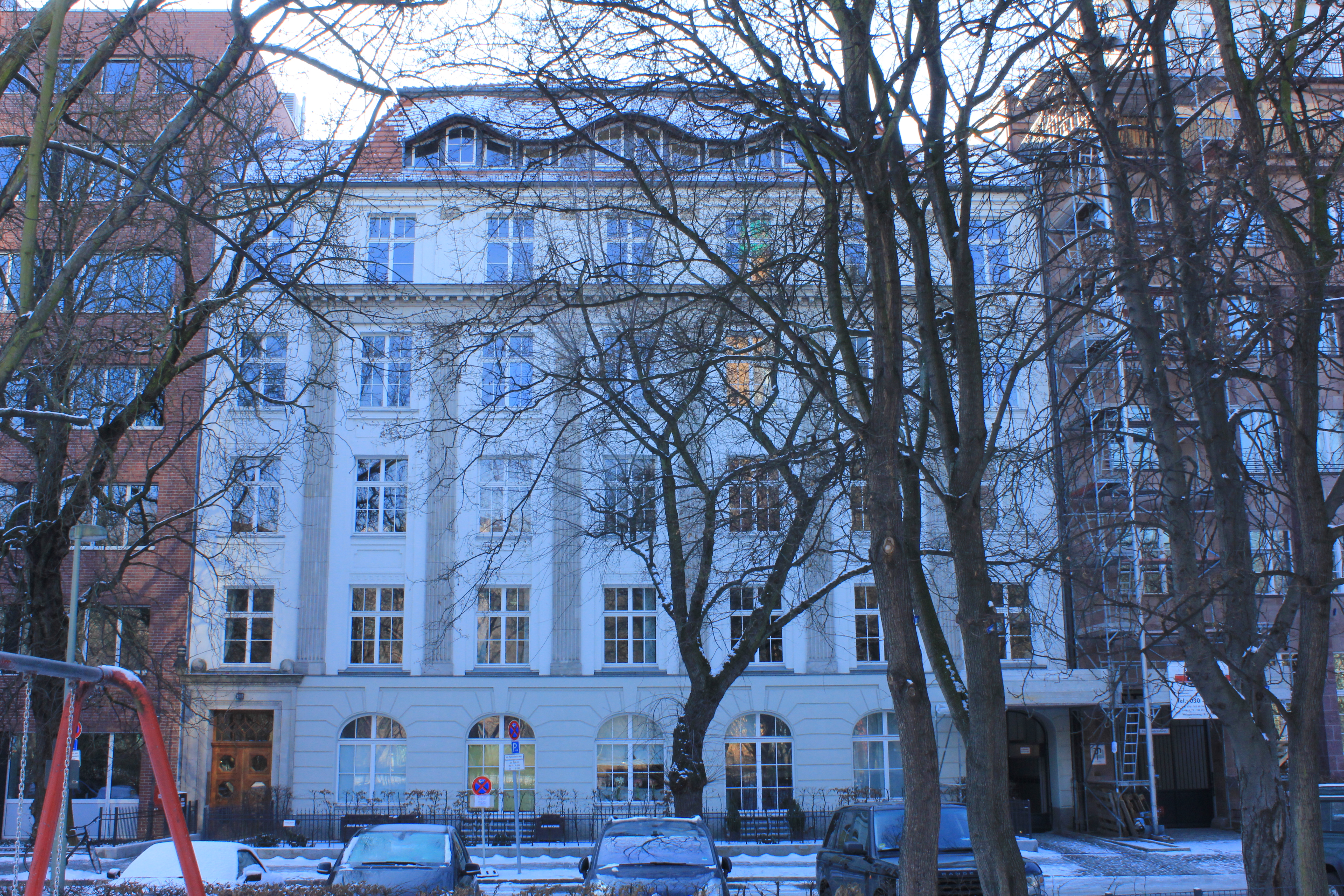
Das Afrikahaus in Berlin

Ab Ende der 1880er Jahre war Strauch bereits Mitglied der Deutschen Kolonialgesellschaft und ab Mai 1892 war er zugewähltes Mitglied des Vorstandes der DKG. Von 1903 bis 1927 war er zu deren Vizepräsidenten gewählt und von 1917 bis 1920 war er geschäftsführender Vizepräsident. Er war Begründer, Erbauer und langjähriger Verwalter des 1910 erbauten, 1911 eingeweihten Afrikahauses, Sitz der DKG in Berlin-Mitte, Karlsbad 10 am Landwehrkanal. Für seine langjährige Tätigkeit für die DKG wurde Strauch als Erstem die Ehrenplakette der Deutschen Kolonialgesellschaft verliehen, er selbst bei diesem Anlass als „Nestor der Deutschen Kolonialgesellschaft“ bezeichnet.
Daneben war Strauch auch stellvertretender Aufsichtsratsvorsitzender der Südwestafrikanischen Schäfereigesellschaft D. K. G. mit Sitz an der Friedrichstraße in Berlin.
Strauch betätigte sich publizistisch mit zeitgenössischen Fragen des Kolonialismus wie etwa der so genannten Völkerschauen.

## Ethnologische, Anthropologische und Numismatische Sammel- und Forschungstätigkeit
Spätestens seit Strauchs Teilnahme an der Forschungsfahrt der Gazelle in den Jahren 1874 bis 1876 entlang der afrikanischen Westküste, zum Kap der Guten Hoffnung, in die Südsee, durch die Magellanstraße und über die Azoren zurück nach Kiel, entwickelte Strauch eine umfassende Sammeltätigkeit, sowie ein sein ganzes Leben anhaltendes Interesse an Anthropologie und wurde zum zentralen Vermittler zwischen der Marine und dem Ethnologischen Museum.
Die auf seinen Reisen und nicht zuletzt bei seinen Einsätzen in Ostasien aufgebaute Sammlung befindet sich teilweise im Ethnologischen Museum und dem Münzkabinett Berlin auf der Berliner Museumsinsel.
Strauchs breit gefächerte Interessen spiegeln sich sowohl in seiner Mitgliedschaft in zahlreichen Gesellschaften wieder, so seit 1894 der Numismatischen Gesellschaft zu Berlin, die ihn am 17. November 1905 zum stellvertretenden Vorsitzenden wählte, der Deutschen Kolonialgesellschaft und der Berliner Gesellschaft für Anthropologie, Ethnologie und Urgeschichte, als auch einer intensiven Korrespondenz, von der Teile in der Staatsbibliothek zu Berlin und anderen Bibliotheken erhalten sind.
Er diente auch als Experte der Regierung, so beispielsweise in den 1920er Jahren als Mitglied der Sachverständigenkommission der Afrikanisch-Ozeanischen Sammlung des damaligen Museums für Völkerkunde im Preußischen Ministerium für Wissenschaft, Kunst und Volksbildung als Berater der Reichsregierung.

## Ehrungen und Auszeichnungen
- Roter Adlerorden 3. Klasse mit der Schleife[3]
- Königlicher Kronen-Orden 3. Klasse[3]
- Dienstauszeichnungskreuz[3]
- Ehrenplakette der Deutschen Kolonialgesellschaft[11]